# 王亚军 (1966年)
王亚军（1966年8月—），汉族，河北宣化人。中华人民共和国政治人物。现任承德市委副书记，承德市人民政府市长。

## 生平
曾任中共张家口市委常委、政法委书记。2021年6月出任中共廊坊市委副书记。2022年1月当选为承德市人民政府市长。